# عزلة حورة (حضرموت)

تعديل مصدري - تعديل

عزلة حورة هي إحدى عزل في محافظة حضرموت اليمنية ويبلغ تعداد سكانها 18059 نسمة حسب التعداد السكاني في اليمن لعام 2004.